# Iskiernik gazowy
Iskiernik gazowy (odgromnik gazowy, element gazowydmuchowy) – urządzenie zabezpieczające linie przesyłowe sygnałów przed wpływem prądu piorunowego. Zazwyczaj iskiernik gazowy składa się z dwóch jednakowych elektrod położonych blisko siebie. Elektrody mogą być pokryte materiałem przyspieszającym emisję elektronów. Identyczność elektrod zapewnia bipolarność i powtarzalność parametrów elektrycznych. Elektrody umieszczone są w cylindrycznej obudowie. Materiałem izolacyjnym obudowy zazwyczaj jest ceramika lub szkło. Hermetycznie zamknięte wnętrze wypełnione jest najczęściej gazem szlachetnym. Do ochrony linii symetrycznych stosowane są też iskierniki trójelektrodowe. 